# Anike Hage

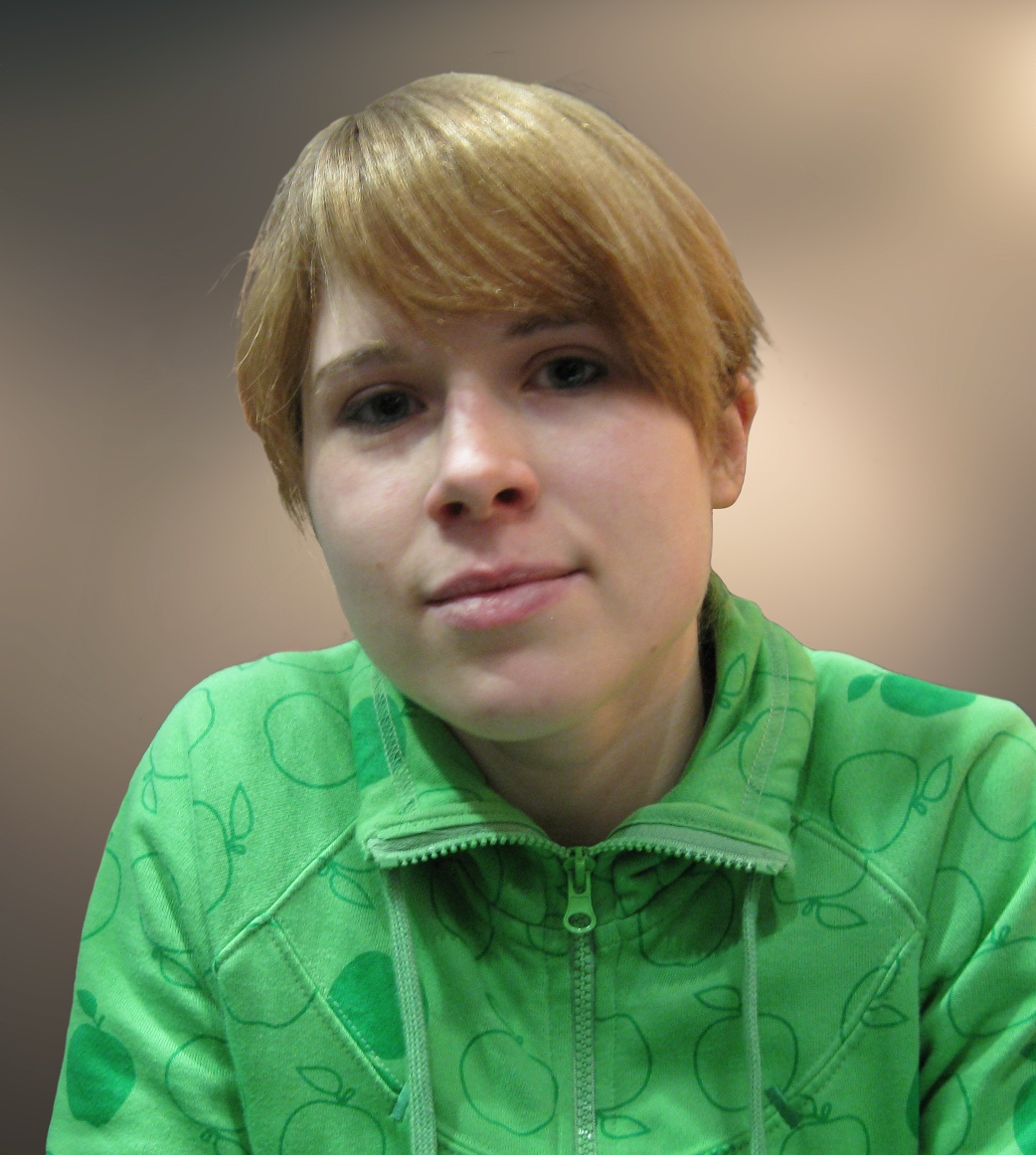
Anike Hage auf der Leipziger Buchmesse 2009

Anike Hage (* 19. März 1985 in Wolfenbüttel) ist eine deutsche Comiczeichnerin. 

## Werdegang
Bereits in der Schule zeichnete Anike Hage, den ersten Kontakt zu Mangas hatte sie durch die Reihe Sailor Moon. 2003 nahm sie erstmals am Manga-Talente-Wettbewerb der Leipziger Buchmesse teil, wurde aber nicht angenommen. 2004 gewann sie mit ihrem Beitrag Turn Back den zweiten Platz in der Kategorie „Geschichte ab 16 Jahren“. Daraufhin erhielt sie von den Veranstaltern den Auftrag, für das Jahr 2005 das Hauptmotiv des Wettbewerbes zu entwerfen, zusammen mit dem Angebot, als Jury-Mitglied über die Manga-Talente des Jahres 2005 mitzubestimmen. Im gleichen Jahr wurde Anike Hage von Tokyopop unter Vertrag genommen, und Anfang 2005 erschien ihre erste professionelle Arbeit Inspiration in der Anthologie „Manga Fieber“. 2005 erhielt sie ihr Abitur. 
Auf der Games Convention 2005 in Leipzig entwarf sie Nintendo-DS-Unikate im Manga-Look, die in Kooperation mit Ebay für einen gemeinnützigen Zweck versteigert wurden.
Im November 2005 zeichnete die Künstlerin im Auftrag des dänischen Fernsehsenders TV2 die Designs für einen Werbespot, mit dem für die Teilnahme der dänischen Damen-Handballnationalmannschaft an der Handball-WM in Sankt Petersburg geworben wurde. Zusätzlich entstand ein 24-seitiges Werk, das eine längere Version des Scripts beinhaltete.
Ab 2006 veröffentlichte Anike Hage bei Tokyopop die Serie Gothic Sports, von der fünf Bände erschienen sind. Gothic Sports erschien außer in Deutschland auch in Frankreich, Spanien, Japan und den USA und wurde 2007 mit dem Sondermann-Comicpreis der Frankfurter Buchmesse in der Kategorie „Manga-Eigenpublikation (national)“ ausgezeichnet sowie für den International Manga Award 2007 nominiert. 2008 erschien mit Die Wolke eine von Anike Hage gezeichnete Adaption des gleichnamigen Romans von Gudrun Pausewang beim Ravensburger Buchverlag. Im Herbst 2010 verlegte auch Tokyopop den Comic.
Seit 2010 erscheinen kurze Geschichten von Anike Hage in UniSpiegel und Dein Spiegel. 2018 erschien mit Eislicht wieder eine längere Geschichte von ihr, nun beim Verlag Altraverse.

## Arbeitsweise
Anike Hage zeichnet im Gegensatz zu anderen jungen Comiczeichnern per Hand und ohne Computer. Zur entwickelten Geschichte fertigt sie zunächst Bleistiftskizzen, danach Tuschezeichnungen an. Die Rasterfolien schneidet sie selbst, die fertigen Seiten werden beim Verlag gescannt und gelettert.

## Stil
Die Figuren Anike Hages tragen westliche Gesichtszüge und haben kleine „Stupsnasen“. Ihre Geschichten handeln in Deutschland, so Gothic Sports in einem Gymnasium, das an ihr ehemaliges angelehnt ist. Der Spiegel bezeichnet ihre Zeichnungen als „elegant und ausdrucksstark“.

## Werke
- Inspiration (2005)
- Gothic Sports (2006–2010, fünf Bände)
- Die feindlichen Nachbarn in Wilhelm Busch und seine Folgen (2007)
- Die Wolke (Comicversion eines 1987 erschienenen Jugendbuchs von Gudrun Pausewang, 2008)
- Mein fabelhaftes Lieblingsbuch über Pferde und Reiten (Illustrationen, 2017)
- Eislicht (2018)

## Auszeichnung
- 2007: Sondermann-Preis in der Sparte Manga-Eigenproduktion für Gothic Sports
- 2011: Sondermann-Preis in der Sparte Manga-Eigenproduktion für Die Wolke